# Barmou
Barmou ist eine Landgemeinde im Departement Tahoua in Niger.

## Geographie
Barmou liegt im Norden der Landschaft Ader in der Sahelzone. Die Nachbargemeinden sind Kao im Norden, Kalfou im Osten, Tahoua im Süden und Affala im Westen.
Bei den Siedlungen im Gemeindegebiet handelt es sich um 28 Dörfer, 23 Weiler und 3 Lager. Davon werden zehn Siedlungen von der Nachbargemeinde Kao und zwei Siedlungen von der Nachbargemeinden Affala beansprucht. Umgekehrt erhebt Barmou Anspruch auf fünf Siedlungen in Kao. Der Hauptort der Landgemeinde ist das Dorf Barmou. Es liegt auf einer Höhe von 440 m. Ein weiteres großes Dorf ist Toro.
In der Gemeinde Barmou liegen die Täler von Ezak und Toukoukout sowie das Tal von Jangabour, das sich bis in die Nachbargemeinden Affala und Kao erstreckt.

## Geschichte

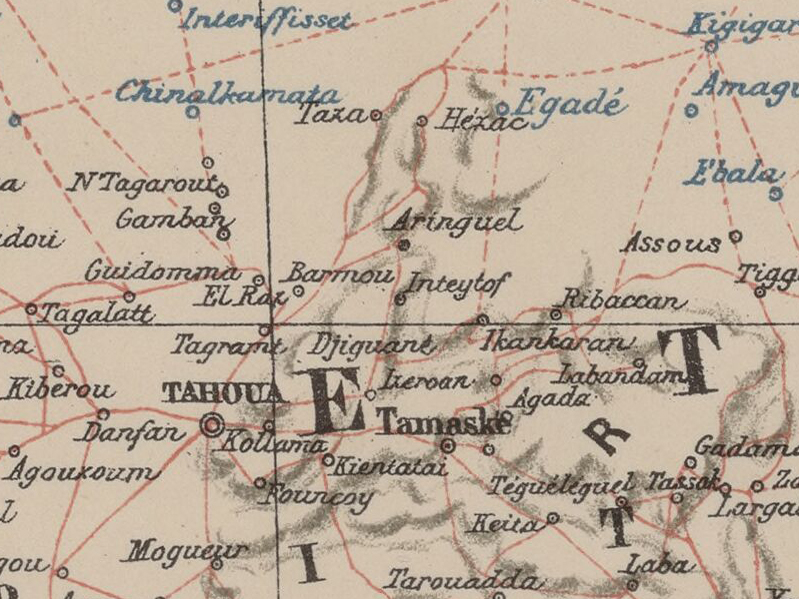
Ausschnitt einer Karte von 1903 mit Barmou im Zentrum

Die 558 Kilometer lange Piste zwischen den Orten Agadez und Birni-N’Konni, die durch Barmou führte, galt in den 1920er Jahren als einer der Hauptverkehrswege in der damaligen französischen Kolonie Niger. In diesem Abschnitt war sie auf Reisen mit Kamelen ausgerichtet.
Die Landgemeinde Barmou wurde als eigenständige Verwaltungseinheit 2002 im Zuge einer landesweiten Verwaltungsreform aus dem nordwestlichen Teil des Kantons Kalfou herausgelöst.

## Bevölkerung
Bei der Volkszählung 2012 hatte die Landgemeinde 43.856 Einwohner, die in 7486 Haushalten lebten. Bei der Volkszählung 2001 betrug die Einwohnerzahl 34.987 in 5558 Haushalten.
Im Hauptort lebten bei der Volkszählung 2012 4598 Einwohner in 803 Haushalten, bei der Volkszählung 2001 3112 in 489 Haushalten und bei der Volkszählung 1988 12.399 in 1992 Haushalten.

## Politik
Der Gemeinderat (conseil municipal) hat 14 gewählte Mitglieder. Mit den Kommunalwahlen 2020 sind die Sitze im Gemeinderat wie folgt verteilt: 10 PNDS-Tarayya und 4 MPR-Jamhuriya.
Jeweils ein traditioneller Ortsvorsteher (chef traditionnel) steht an der Spitze von 27 Dörfern in der Gemeinde, darunter dem Hauptort.

## Wirtschaft und Infrastruktur
Die Gemeinde liegt in einer Zone, in der Agropastoralismus betrieben wird. Der Wochenmarkt von Barmou profitiert von seiner Lage zwischen den Wohngebieten der sesshaften und der nomadischen Bevölkerung. Er ist der größte Viehmarkt der Landes, noch vor jenem in Zinder. Den Wodaabe-Nomaden dient der Markt von Barmou zur Versorgung mit Haushaltswaren, Stoffen, Lebensmitteln und Gewürzen.
Gesundheitszentren des Typs Centre de Santé Intégré (CSI) sind im Hauptort sowie in den Siedlungen Jangabour und Toro vorhanden. Das Gesundheitszentrum im Hauptort verfügt über ein eigenes Labor und eine Entbindungsstation.

## Persönlichkeiten
- Ilguilas Weila (* 1957), Abolitionist und Gründer der Menschenrechtsorganisation Timidria